# Karl Gottlob Prinz
Karl Gottlob Prinz (* 19. Dezember 1795 in Dresden; † 18. November 1848 ebenda)  war ein deutscher Tiermediziner.

## Leben
Karl Gottlob Prinz wurde als Sohn eines Schlossermeisters in Dresden geboren. Seine Eltern verstarben bereits früh, so dass er als Waise im Haus seines Onkels Dr. Schön aufwuchs.
Er besuchte das damalige Collegium medico-chirurgicum in Dresden, das 1815 zur Chirurgisch-medizinischen Akademie umgestaltet wurde, um Militärarzt zu werden. Aufgrund des großen Mangels an Militärärzten wurde er bereits 1812 Feldchirurg im Militär-Hospital in Torgau. Er begleitete als Feldchirurg während der Befreiungskriege 1813 die sächsische Armee nach Frankreich und kehrte 1816 nach Dresden zurück. Anschließend setzte er seine medizinischen Studien an der chirurgisch-medizinischen Akademie fort. Das Medizin-Studium verband er mit einem Besuch an der mit der Akademie verbundenen Tierarzneischule. An der Tierarzneischule wurde er auch als Repetent und Prosektor angestellt.
1821 unternahm er mit staatlicher Unterstützung eine wissenschaftliche Reise zur weiteren vertiefenden Ausbildung. Die Reise führte ihn über Berlin, Hannover, die Gestüte in Celle und Hoya nach Hamburg und Kiel. Von dort aus setzte er die Reise nach Kopenhagen in Dänemark fort. In Kopenhagen lebte er im Haus des Staatsrates Professor Erik Nissen Viborg (* 5. April 1759; † 25. September 1822), der damals der Leiter der dortigen Tierarzneischule war, und lernte während seines dortigen sechsmonatigen Studiums den Professor Ludwig Levin Jacobson kennen. Im März 1822 setzte er seine Reise nach England fort und kam von York und Newcastle nach Edinburgh und London. Später beurteilte er seinen Aufenthalt in England und Schottland als sehr enttäuschend, allerdings sei sein Aufenthalt in Dänemark die fruchtbarste Zeit für seine tierärztliche Ausbildung gewesen. Im Juli 1822 traf er in Paris in Frankreich ein und wurde in Maisons-Alfort an der Veterinärschule École nationale vétérinaire d’Alfort als élève étranger („ausländischer Student“) aufgenommen. Von dort aus besuchte er noch die Städte Marseille, Montpellier, Toulouse und Bordeaux. Nachdem er seine Prüfungen an der École nationale vétérinaire d’Alfort bestanden hatte, erhielt er im Herbst 1823 den Grad eines medecin veterinaire zuerkannt. Über Wien, München und Stuttgart kehrte er im Februar 1824 nach Dresden zurück.
Im April 1824 wurde er Professor der praktischen Tierheilkunst sowie Kreistierarzt des Kreises Meißen und Tierarzt der Stammschäfereien Lohmen und Rennersdorf sowie der königlichen Marställe. 1826 erfolgte die Beförderung zum Doktor der Medizin.
Im Mai 1829 begleitete er den Landstallmeister nach Schönberg, Schwerin, Lübeck, Eutin und Kiel. 1835 unternahm er eine Reise nach Helgoland und 1844 erfolgte eine wissenschaftliche Reise nach Schweden und Dänemark. 1845 begleitete er die von der russischen Regierung in das Innere Russlands entsendete Kommission zur Untersuchung der dort vorkommenden Viehseuchen, deren Entstehung, Charakter, Verhütung und Behandlung. An dieser Reise nahmen auch die Tierärzte Georg Christian With (* 5. Februar 1796 in Bedstedt im Amt Apenrade; † 15. September 1861 in Frederiksborg) und Carl Heinrich Hertwig teil. Die Reise führte von St. Petersburg nach Moskau und über Woronesch nach Jekaterinoslaw und Bessarabien. Mit Kischinew war der weiteste Punkt der Reise erreicht. Die Rückreise führte sie über Podolien und Wolhynien wieder nach St. Petersburg. Karl Gottlob Prinz langte am 9. Februar 1846 wieder in Dresden an.

## Werke
- Der Tollwurm in der Zunge der Hunde, als Muskelapparat dargestellt. Hannover Tierärztliche Hochschule Dresden ca. 1824.
- Brief von Karl Gottlob Prinz an Jean-Baptiste Huzard. Dresden, 15. Juni 1827.
- Allgemeine Krankheits- und Heilungslehre der Hausthiere. Dresden P. G. Hilscher’sche Buchhandlung 1830.[4]
- Die Wuth der Hunde als Seuche. Verlag von Leopold Voss. Leipzig 1832.[5]
- Brief von Karl Gottlob Prinz an Constantin Karl von Falkenstein (1801–1855). S.l., 16. März 1833.
- Praktische Abhandlung über die Wiedererzeugung der Schutzpockenlymphe durch Uebertragung derselben auf Rinder und andere impffähige Hausthiere. Dresden, in Walther’schen Hofbuchhandlung, 1839.
- Handbuch der speziellen Pathologie und Therapie der grösseren nutzbaren Haussäugethiere: oder allgemein fassliche und wissenschaftliche Darstellung der Erscheinungen, Kennzeichen, Ursachen, Vorhersagungen, Heilungen und Vorbauungen ihrer innern Krankheiten, mit vorzüglicher Berücksichtigung der Seuchen : ein Hilfsbuch bei Vorträgen für Lehrer der praktischen Veterinairkunde, so wie zum Selbstunterricht für Staatsärzte, Polizeibeamte, Thierärzte und gebildete Oeconomen. Leipzig: Verlag von Robert Friese, 1839–1841.
- Handbuch der speziellen Pathologie und Therapie der groesseren nutzbaren Haussaeugethiere, Schluß der Reproductionskrankheiten und Krankheiten des animalen Lebens / unter Mitwirkung des Herrn Karl Gottlob Prinz. Leipzig : Friese, 1841.
- Die Hoplometrie, oder das Hufbeschlag-Maaßnehmen: mit besonderer Berücksichtigung des von dem Französischen Regiments-Thierarzt Riquet hierzu empfohlenen Verfahrens; nebst einem Anhange: Der Hufbeschlag ohne Nägel. Dresden Walther 1843.